# リエージュ劇場
リエージュ劇場（仏: Théâtre de Liège）は、ベルギーのリエージュ市にある劇場。古くからテアトル・ド・ラ・プラス（Théâtre de la Place）の名で知られていたが、2013年の新施設建築（併設）と同時に改称された。
フランス語共同体においてワロニー王立歌劇場、リエージュ・フィルハーモニー管弦楽団と並び「三大文化施設」とされている。

## 歴史
リエージュ劇場は1918年にベルギー国王アルベール1世が設立した国立のギムナジウムが起源であり、現在もベルギー国王が創立した劇場として知られる。建物は一度解体され、1939年に再建築されている。
1998年にはリエージュ劇場の建物が歴史的建造物に登録された。リエージュ劇場には古くからリエージュ王立音楽院が入っていたが、1999年に安全上の理由から移転することとなった。
2013年には敷地内にリエージュ劇場の一部として新たなホールが併設された。この新施設建設の資金の大部分はフランス語共同体政府（ワロン＝ブリュッセル連合）からの出資であった。この際、旧来の「テアトル・ド・ラ・プラス」から「テアトル・ド・リエージュ（リエージュ劇場）」へと改称された。
リエージュの街は古くからヨーロッパ各地をつなぐ貿易の要衝となっており、芸術のオリジナリティを重んじるフランス語圏でもある。中世以降はリエージュ司教領の首都としても、学問や政治の中心地であった。また、第一次世界大戦ではドイツの侵略に対抗する記録的な激戦地（リエージュの戦い）となっている。そして、前国王アルベール2世が即位前までは「リエージュ公」（Prince de Liège）の儀礼称号を有していた（フランドル伯、エノー伯とともに2001年に廃止）。そのため、リエージュ人の「プライドの高さ」と「周囲と区別する閉鎖性」には特筆すべきものがある。こうしたことが背景にあって、リエージュでは芸術は非常に大切にされており、「リエージュ国際芸術祭」が毎年1か月間にわたり開催され、独創的な芸術作品が上演されるなどしている。

## 施設
リエージュ劇場の本館は歴史的建造物として登録されている。また、本拠地から数百メートル離れた場所には一つ目の別館「フォンク」がある。可動式の客席を備えており、様々なジャンルや形態の上演を可能にしている。
2013年に本館の敷地内に新しく建設された2つ目の別館には、芸術作品上映のために近代的設備をもつ大ホールと小ホールが用意され、その他に視覚芸術の展示スペースやレストラン、バー、書店などが備えられている。

## 東京オリンピック2020ロゴの模倣問題
2015年8月13日、2020年東京オリンピックの公式エンブレム（2015年9月1日に使用中止を決定）がリエージュ劇場のロゴと酷似していると指摘された問題で、リエージュ劇場およびロゴのデザイナーのオリヴィエ・ドビは、国際オリンピック委員会（IOC）を相手取って著作権の侵害とエンブレムの使用差し止めの訴えを地元裁判所に起こし、受理された（後に使用中止を決定したため訴えを取り下げた）。リエージュ劇場は公共性の高い劇場であるため商標登録などとは無縁であり、商標権をめぐる裁判ではなかった。リエージュ劇場側の弁護士は、ベルギーとルクセンブルクの知財権法の制定にもかかわり、ベルギー経済省知的財産・著作権会議の元メンバーであり、法律家著作権ABDA（現在ABA）ベルギー協会会長、ベルギー自由大学教授のアラン・ベレンブームであった。さらにベレンブームは、IOCの本部があるスイスでも提訴を行う用意をしていることが報道された。